# Cabezabellosa
Cabezabellosa ist ein spanischer Ort und eine Gemeinde (municipio) mit 335 Einwohnern (Stand: 2024) in der Provinz Cáceres in der autonomen Gemeinschaft Extremadura.

## Lage und Klima
Cabezabellosa liegt knapp 90 km (Fahrtstrecke) nordnordöstlich der Provinzhauptstadt Cáceres in einer Höhe von ca. 835 m. Im Süden wird der Río Jerte aufgestaut. 

## Bevölkerungsentwicklung
| Jahr      | 1900 | 1950 | 1970 | 1981 | 1991 | 2001 | 2011 | 2021 |
| Einwohner | 912  | 1367 | 1003 | 799  | 642  | 479  | 393  | 342  |

## Wirtschaft
Die Landwirtschaft incl. der Viehzucht (ganadería) bildet die Wirtschaftsgrundlage der Gemeinde; infolgedessen haben sich einige kleinere verarbeitende Betriebe angesiedelt.

## Sehenswürdigkeiten

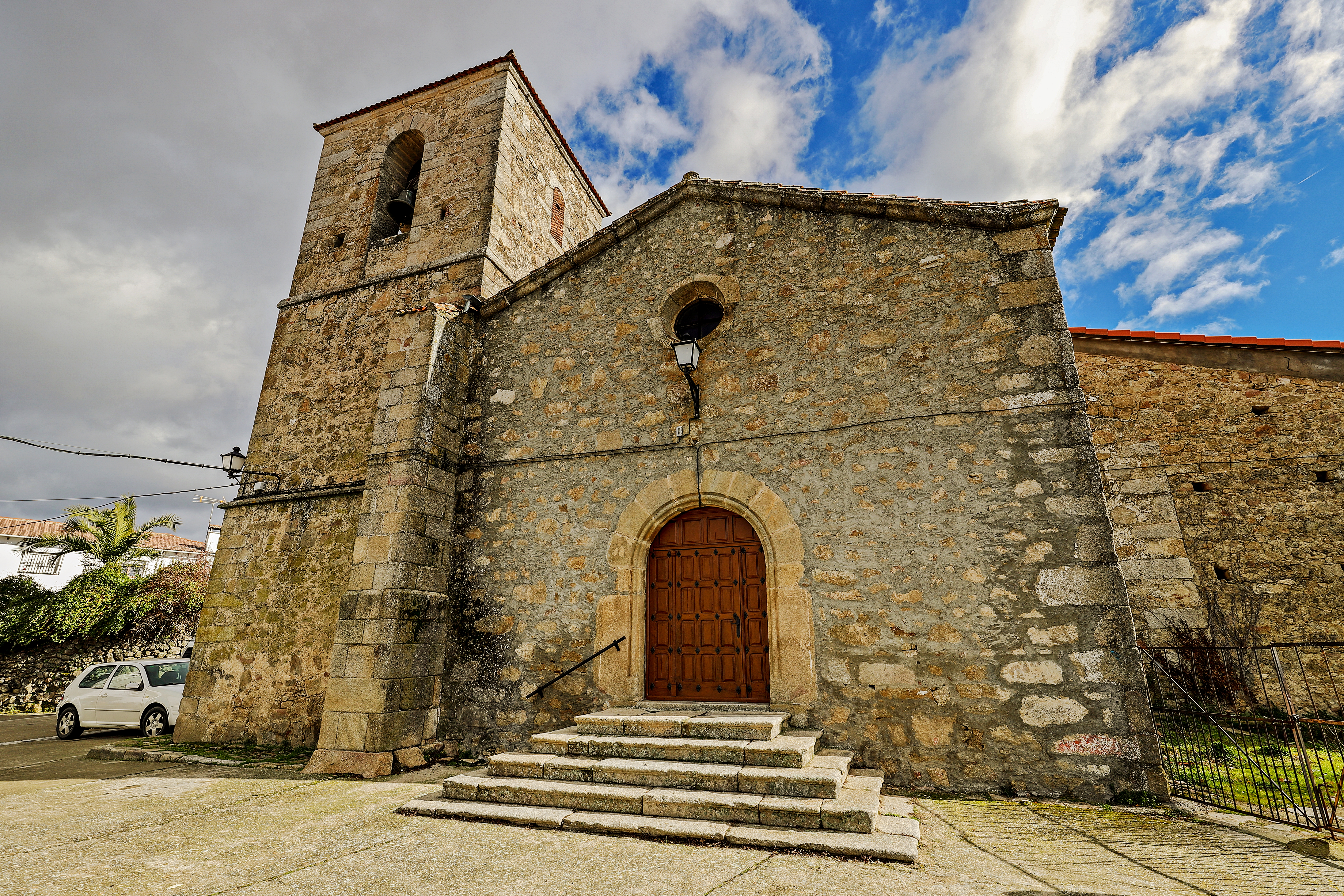
Laurentiuskirche
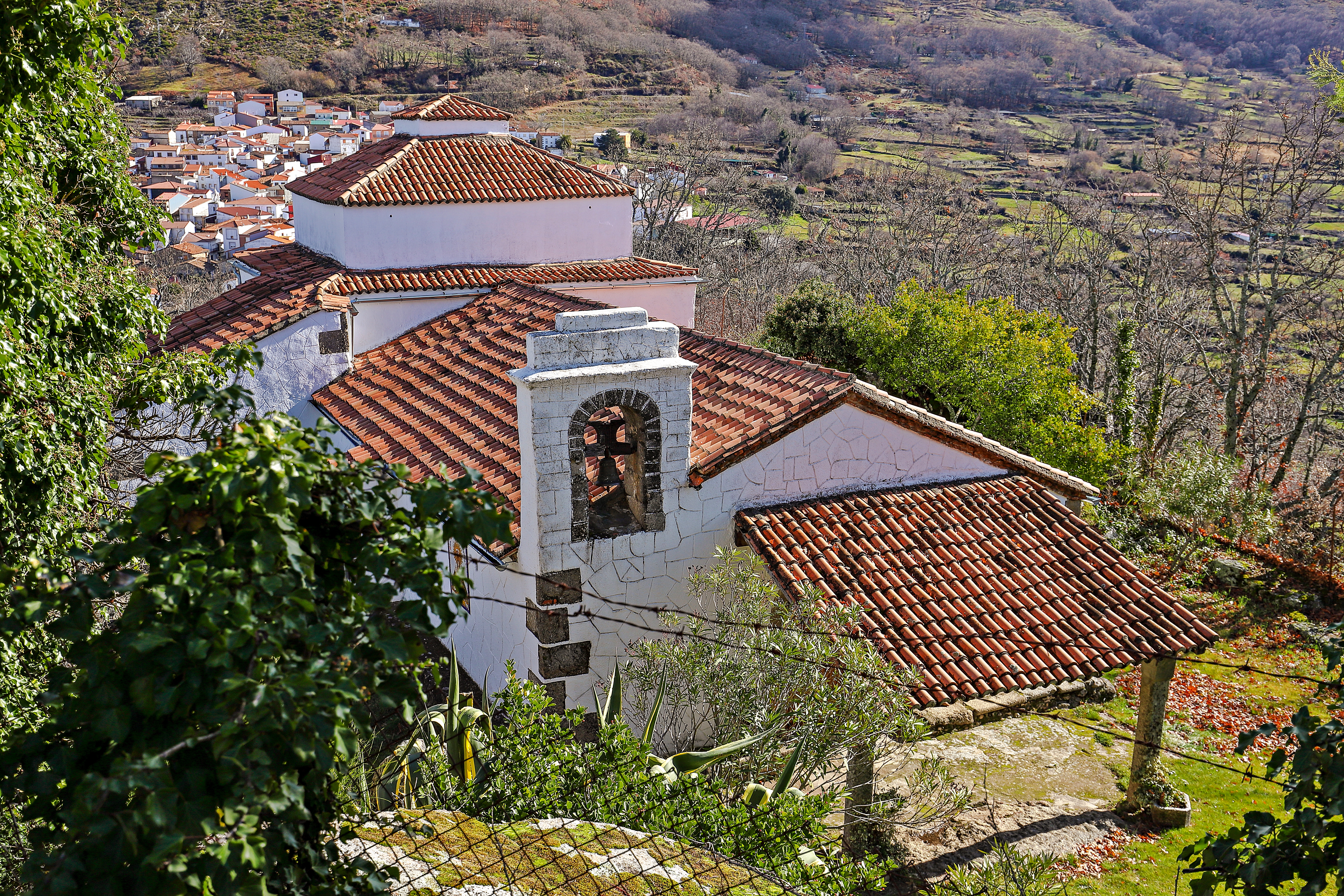
Marienkapelle
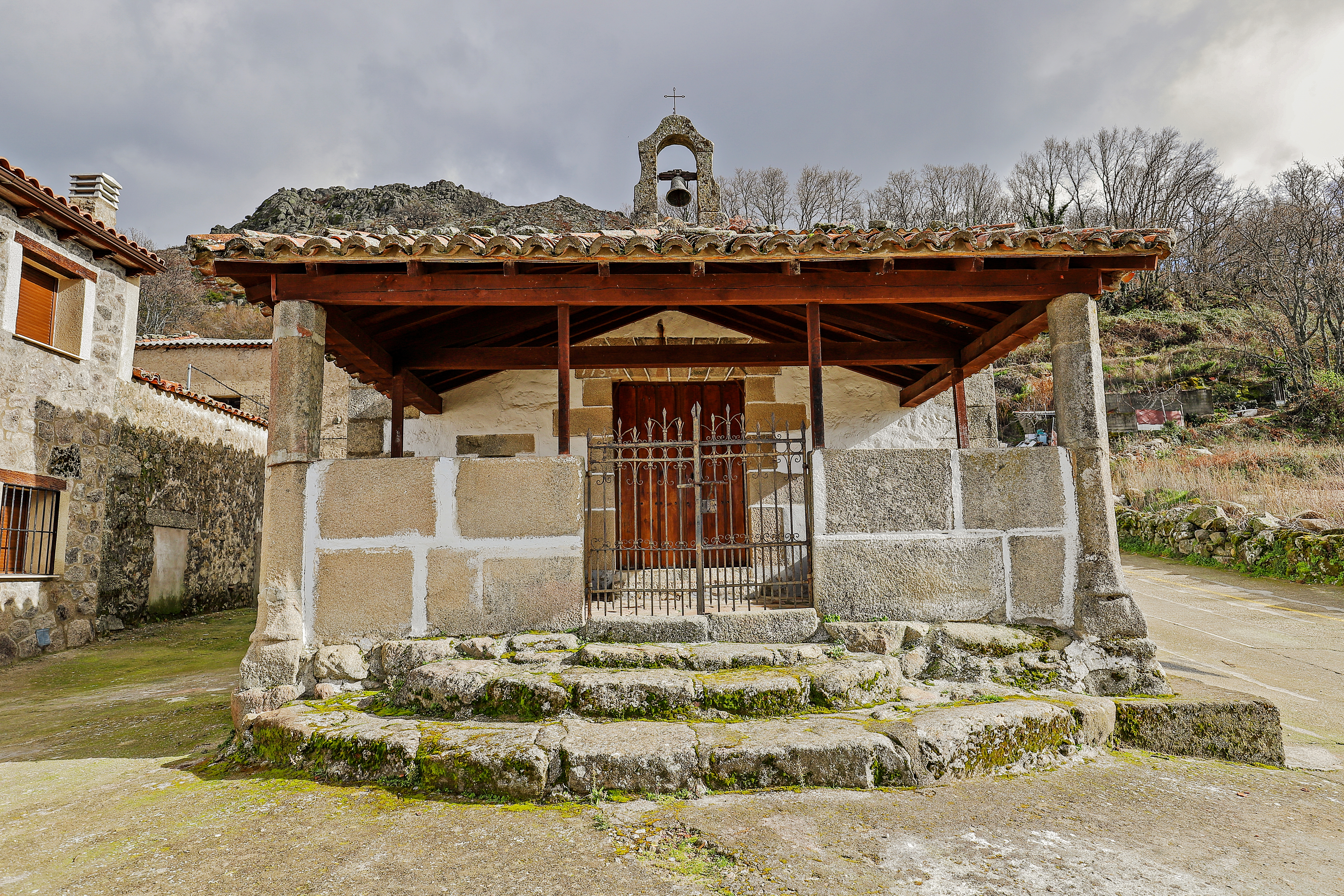
Antoniuskapelle
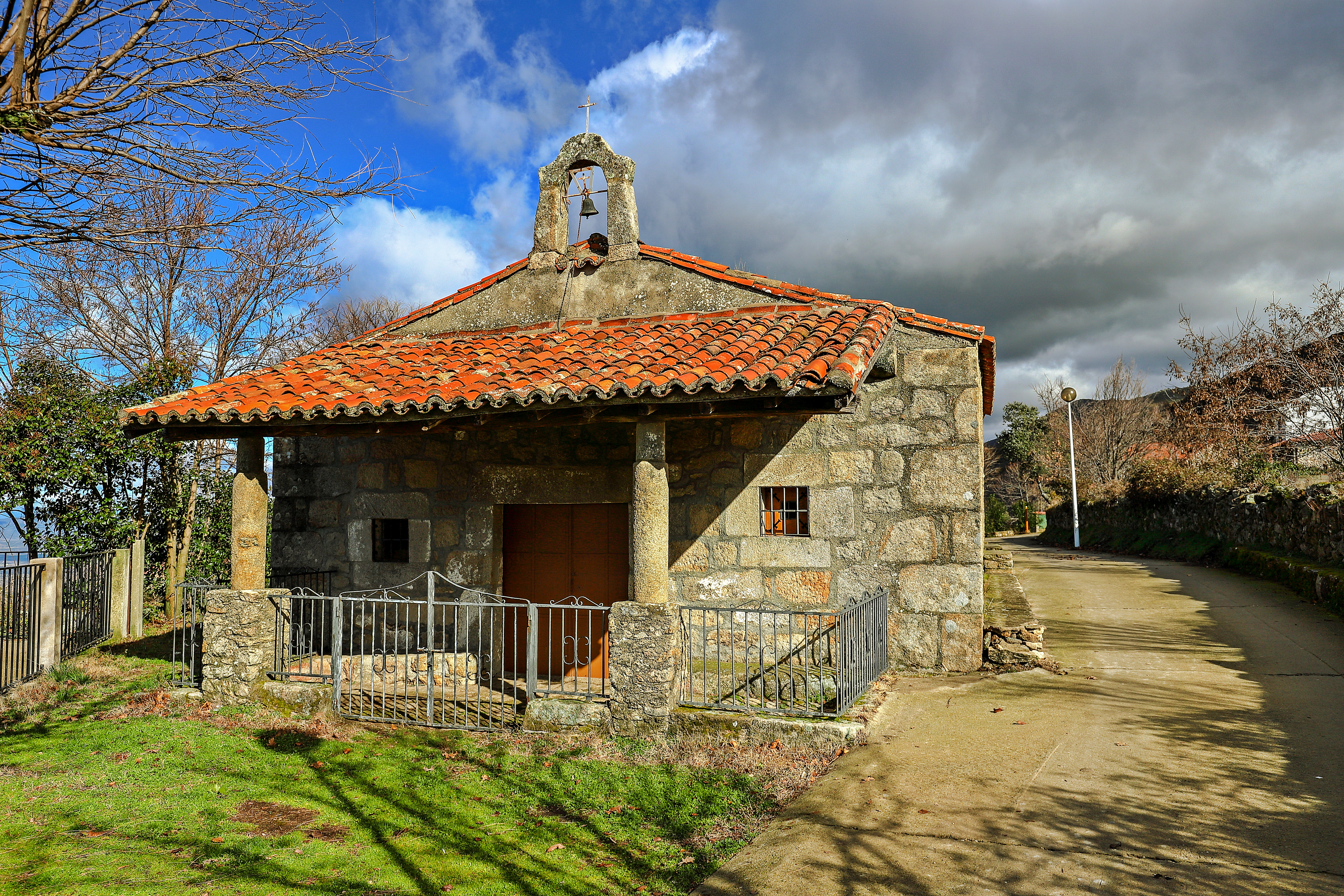
Märtyrerkapelle
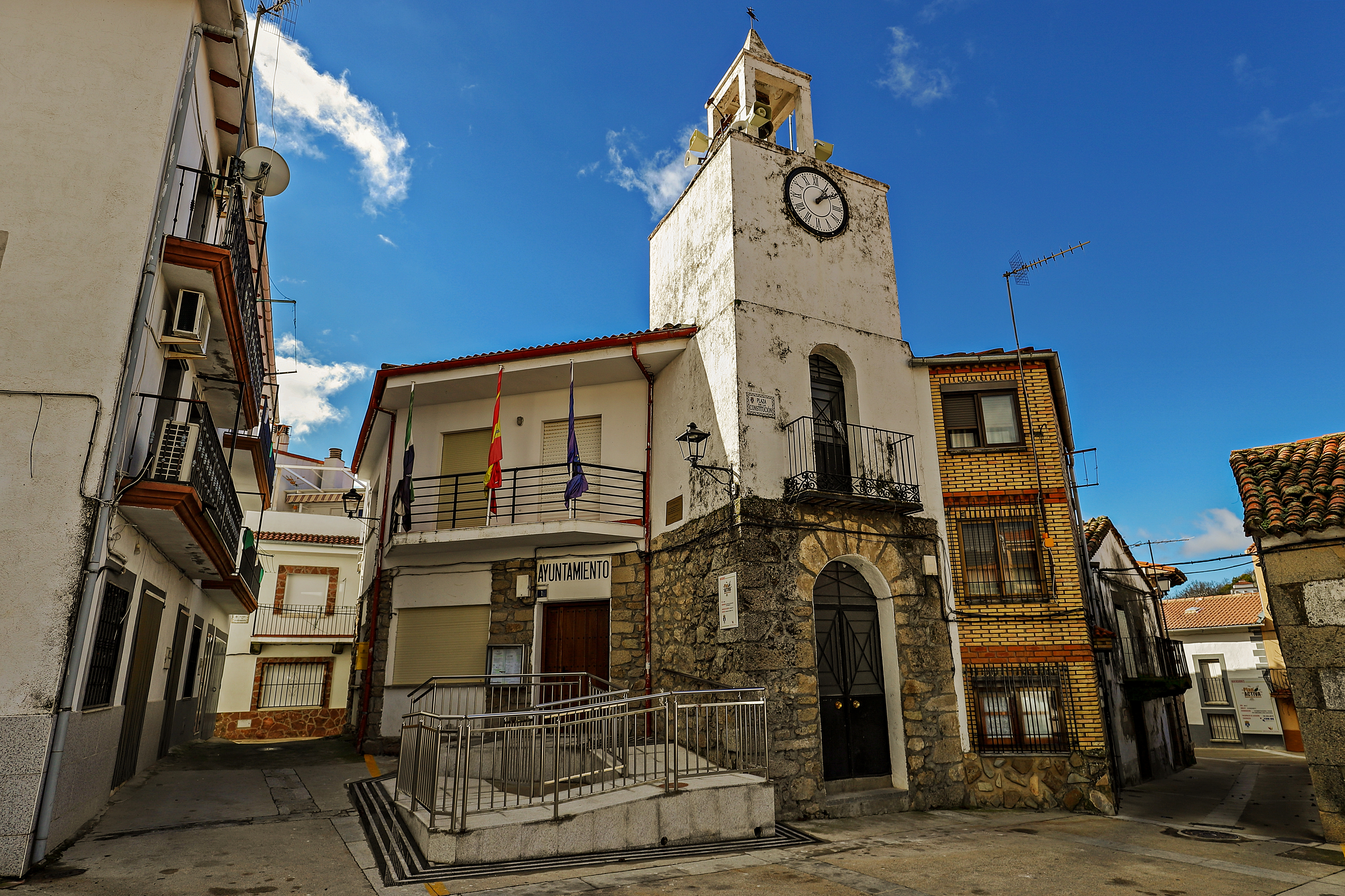
Rathaus

- Laurentiuskirche
- Marienkapelle
- Antoniuskapelle
- Märtyrerkapelle
- Rathaus